# Vopovlje
Vopovlje je naselje v Občini Cerklje na Gorenjskem.